# 建和敬山宮
22°43′15″N 121°03′08″E / 22.720698°N 121.052099°E
建和敬山宮位於臺灣臺東縣臺東市建和里，為一間主祀太陽星君的道教廟宇。另同祀有玄天上帝、觀音佛祖、中壇元帥以及太陰娘娘等。是建和社區內居民主要的信仰中心。

## 沿革
1946年，當時居住在建和社區內的一位原住民卑南族婦女身染重病，請來了卑南族傳統巫師治療仍沒有效果，因此後來同社區的漢人許家禮將身染重病的婦人帶到臺東市海濱公園一旁的太皇殿祭拜殿內主祀之日月太陽星君以求治癒重病。
經過幾次祭拜後該名婦女的重病康復，因此許家禮便將太皇殿祭拜的太陽星君分靈後，帶回建和社區的家中祭拜。而社區內的居民口耳相傳之下，如罹患疾病或有事相求時，都會來到許家禮的家中祭拜分靈後的太陽星君。隨著信徒的增加，三年後信徒們集資打造了一尊太陽星君的神像，並請示神像之下，輪流在村民許家禮、林水師等人家中供奉。
1960年建和社區的漢人與卑南族人再次共同合資近千萬來組建敬山宮，於該年農曆3月16日落成。爾後在1995年到1996年之間敬山宮分別進行擴建，於主殿上方增加了二樓與三樓，並以金箔裝潢在主殿中使得今日敬山宮之規模。

## 建築特色
敬山宮草創之初原為一座硬山式建築，經過1995年以及1996年之擴建後，總佔地面積約有200坪。正殿祭祀太陽星君，同祀的神明有玄天上帝、觀音佛祖、中壇元帥以及太陰娘娘。1995年曾建的二樓大殿祭祀瑤池金母娘娘、五穀大帝、關聖帝君。1996年再次曾建的三樓祭祀太陽星君，同祀神明地藏王菩薩與觀音佛祖等。
敬山宮的廟前廣場設有一座八卦源臺，最初是舉辦法會時奉神旨所興建，高三層，最上層為天台爐，中層為地母爐，下層為五虎爐，周圍塑有九龍八鳳的環繞裝飾。主殿的右側有座土地公廟，其建廟的歷史比起敬山宮更早，建和社區的居民常都稱這座土地公廟為大伯公廟，是臺灣戰後時期移入此地的客家人所建。

## 重要祭典
敬山宮一年之中最盛大之祭典為農曆3月16落成紀念遶境及農曆3月19日的太陽星君聖誕。
其他主要祭典有農曆正月15日的上元求平安、7月15日的中元普渡，以及10月15日的下元謝神。並且敬山宮也會配合知本地區的廟宇聯合遶境活動迎駕太陽星君出巡。敬山宮設有建和鑼鼓陣及誦經團，鑼鼓陣是由社區男性約10人組成，平時利用農耕後的閒暇時間練習。誦經團則是男、女性均有，人數約20人，每逢初三、六、九的夜間誦經團會在廟中誦經禮神。每年敬山宮都會舉辦進香活動，好招信徒前往全臺各地主祀太陽星君的13間廟宇巡迴聯誼。

## 圖集

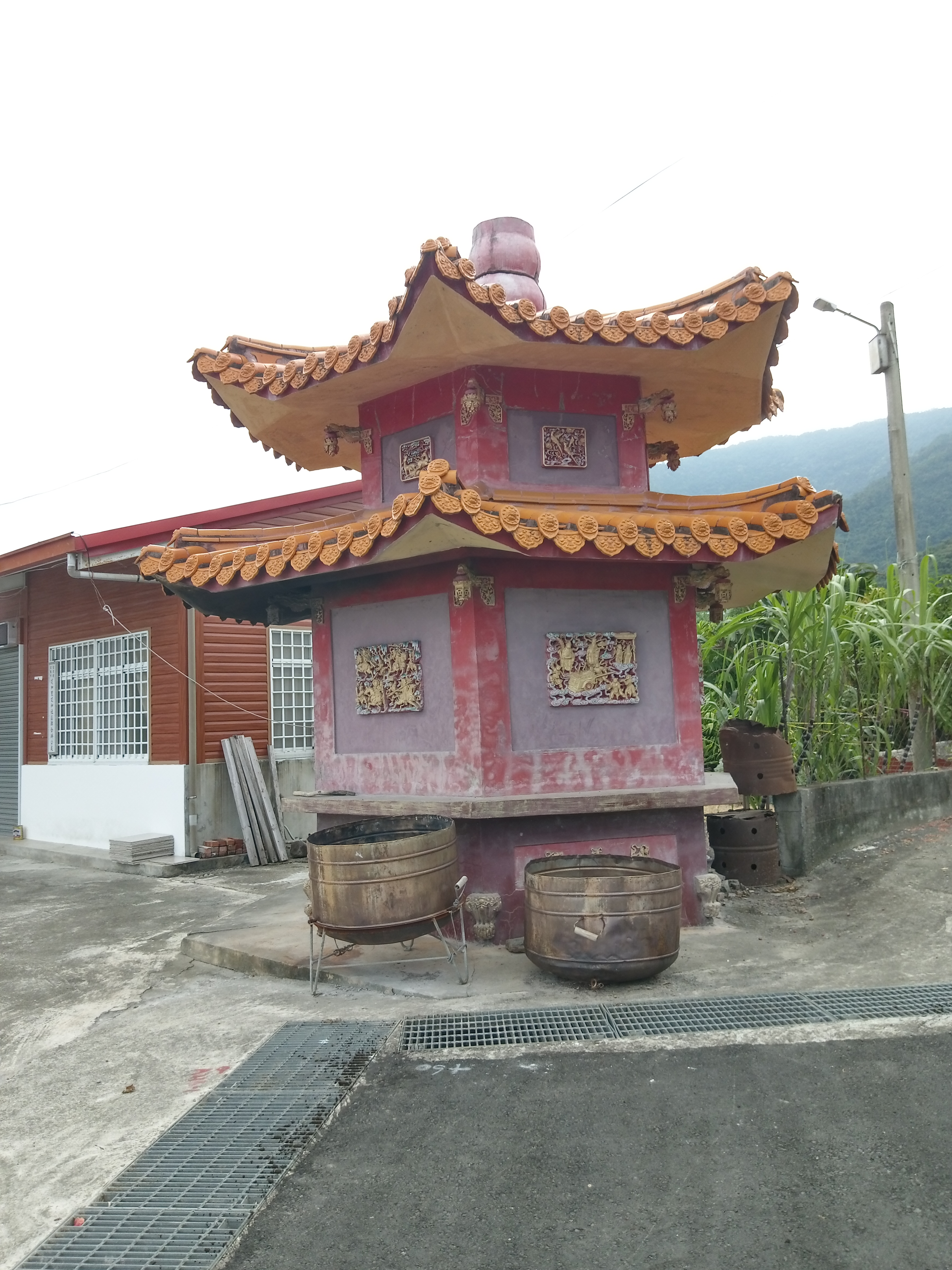
建和敬山宮金爐
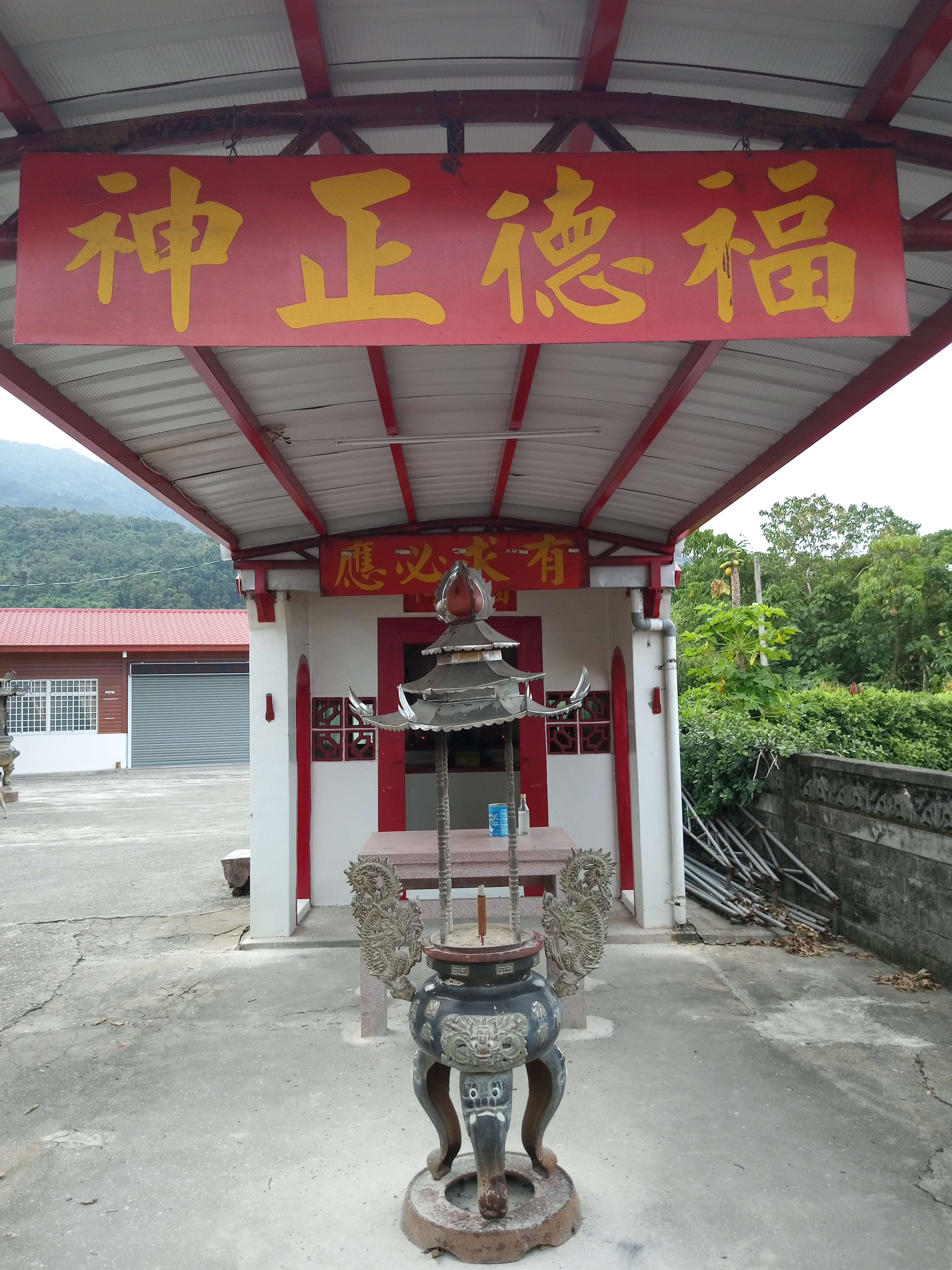
建和敬山宮一旁的大伯宮土地公廟

## 資料來源
1. 1 2 3  . 中華民國客家委員會.   [2017-08-14] （中文（臺灣））.[]
2. 1 2 3 4 5 6 7  . 教育大市集.   [2017-08-14]. （原始内容存档于2019-06-06） （中文（臺灣））.
3. 1 2 3 4 5  2011-3-15. . 農田水利入口網. 徐瑞雲  [2017-08-14]. （原始内容存档于2019-06-05） （中文（臺灣））.
4. ↑  徐瑞雲. . 更生日報.   [2017-08-14]. （原始内容存档于2019-06-11） （中文（臺灣））.
5. 1 2  蔡佩靜,呂宗桓,李宥歆,吳忻烜. . 文化部臺灣社區文化通. 2015-11-23  [2017-08-14]. （原始内容存档于2019-06-13） （中文（臺灣））.